# الموتى السائرون (الموسم 3)
الموسم الثالث من مسلسل الموتى السائرون، مسلسل رعب ودراما أمريكي عرض على قناة "أي إم سي"، في 14 أكتوبر، 2012، واستمر لستة عشرة حلقة حتى 31 مارس، 2013.

## الممثلين والشخصيات

### شخصيات رئيسية
- أندرو لينكولن بدور ريك غرايمس بطل المسلسل، شرطي سابق من مقاطعة كينغ، في ولاية جورجيا
- سارة واين كوليز بدور لوري غرايمس، زوجة ريك ووالدة كارل
- لوري هولدن بدور أندريا، محامية حقوق مدنية سابقة وأخت أيمي الكبرى
- نوررمان ريديس بدور ديرل ديكسون
- ستيف يون بدور غلين ري، فتى توصيل بيتزا سابق
- لورين كوهان بدور ماغي غرين، ابنة هيرشل الكبرى
- تشاندلر ريغس بدور كارل غرايمس، أبن ريك ولوري
- داناي غوريرا بدور ميشون
- مايكل روكر بدور ميرل ديكسون، عسكري سابق ومدمن مخدرات وأخ ديرل الأكبر
- ديفيد موريسي بدور فيليب بلايك «الحاكم»
- ميليسا مكبرايد بدور كارول بيليتير، صديقة لوري المقربة منذ بدأ الأحداث.
- سكوت ويلسون بدور هيرشل غرين، طبيب بيطري ومزارع.

### شخصيات ثانوية
- إيميلي كيني بدور بيث غرين، ابنة هيرشل الصغرى واخت ماغي.
- آيروني سينغلتون بدور ثيودور «تي دوغ» دوغلاس، أحد الناجين من أتلانتا.

### وودبيري
- هوزيه بابلو كانتيو بدور سيزار مارتينيز، من سكان وودبيري وأحد رجال الحاكم
- دالاس روبرتس بدور مياتون ماميت
- ترافيس لوف بدور شمبيرت
- ميليسا بونزو بدور كارين
- أليكسا نيكولاس بدور هايلي
- لورنس كاو بدور تيم
- أرثر بريجيرز بدور كراولي
- دونزالي أيبرناثي بدور الدكتور ستيفنز

## الحلقات
طالع أيضاً: قائمة حلقات الموتى السائرون

| التسلسل الإجمالي | تسلسل الموسم | عنوان الحلقة              | إخراج             | كتابة                    | تاريخ العرض    | عدد المشاهدين (بالمليون) |
| --- | ------------ | ------------------------- | ----------------- | ------------------------ | -------------- | ------------------------ |
| 20 | 1            | «البذور»                  | إيرنيست ديكرسون   | غلين مازارا              | 14 أكتوبر 2012 | 10.87                    |
| مع تزايد الخطر في كل مكان واقتراب موعد ولادة «لوري»، يبحث «ريك» عن مأوًى أكثر أمانًا من أجل المجموعة المُحاصَرة بالمتاعب.               |              |                           |                   |                          |                |                          |
| 21 | 2            | «جنون»                    | بيلي غايهارت      | نيكول بياتي              | 21 أكتوبر 2012 | 9.55                     |
| يعقّد اكتشاف أعداء جدد الأمور أكثر فأكثر بينما يحارب «ريك» مع المجموعة لإنقاذ حياة أحد أتباعهم.                                      |              |                           |                   |                          |                |                          |
| 22 | 3            | «سيرا معي»                | غاي فيرلاند       | إيفان رايلي              | 28 أكتوبر 2012 | 10.51                    |
| بعد مشاهدتهما لأحد الحوادث، تقابل «أندريا» و«ميشون» مجتمعًا جديدًا من الناجين الذين قد لا يكونون ودودين بقدر ما يُظهِرون.               |              |                           |                   |                          |                |                          |
| 23 | 4            | «القاتل بيننا»            | غاي فيرلاند       | سانغ كيو كيم             | 4 نوفمبر 2012  | 9.27                     |
| تتعرف "ميشون" و"أندريا" على بيئتهما المحيطة الجديدة بينما تُرغَم مجموعة السجن على مواجهة صراعات عدة.                                  |              |                           |                   |                          |                |                          |
| 24 | 5            | «أجيبي»                   | غريغ نيكوتيرو     | أنجيلا كانغ              | 11 نوفمبر 2012 | 10.37                    |
| يكافح «ريك» للتأقلم مع خسارته الأخيرة المؤلمة، بينما تستمر شكوك «ميشون» في "الحاكم" عندما ينظّم حفلًا فريدًا من نوعه.                  |              |                           |                   |                          |                |                          |
| 25 | 6            | «مطارد»                   | دان أتياس         | سكوت إم. غيمبل           | 18 نوفمبر 2012 | 9.21                     |
| بينما تتقرّب «أندريا» من «الحاكم»، تحسِم «ميشون» قرارها حيال «وودبيري»، بينما يقرر «غلين» و«ماغي» الذهاب في مهمة.                     |              |                           |                   |                          |                |                          |
| 26 | 7            | «حين يطرق الموتى الأبواب» | دان ساكهايم       | فرانك رينزولي            | 25 نوفمبر 2012 | 10.43                    |
| يُظهِر «الحاكم» وجهه الحقيقي عندما يضغط للحصول على المعلومات، بينما يبدأ ضيف جديد في إثارة المناوشات داخل السجن.                      |              |                           |                   |                          |                |                          |
| 27 | 8            | «خُلقنا لنتعذب»            | بيلي غايهارت      | روبرت كيركمان            | 2 ديسمبر 2012  | 10.48                    |
| تقرر مجموعة السجن أنه لا مفر أمامهم سوى الدفاع عن أنفسهم بينما يتمّ التخلّص من سكان «وودبيري» في منطقة نائية.                         |              |                           |                   |                          |                |                          |
| 28 | 9            | «ملك الانتحار»            | ليزلي لينكا غلاتر | إيفان رايلي              | 10 فبراير 2013 | 12.26                    |
| يحاول «ريك» إنقاذ أحد أفراد المجموعة، وتقع «وودبيري» في فوضًى عارمة بعد الهجوم الأخير، بينما يُثير بعض الضيوف الجدد المخاوف في السجن. |              |                           |                   |                          |                |                          |
| 29 | 10           | «الديار»                  | سيث مان           | نيكول بياتي              | 17 فبراير 2013 | 11.05                    |
| بينما تناقش المجموعة خطوتها القادمة، يلحق «ريك» بأحد الأصدقاء، بينما يحاول «الحاكم» إعادة النظام إلى «وودبيري».                     |              |                           |                   |                          |                |                          |
| 30 | 11           | «لست خائنًا»               | غريغ نيكوتيرو     | أنجيلا كانغ              | 24 فبراير 2013 | 11.01                    |
| يتعين على «ريك» والمجموعة حسم خيارهم بعد اختراق أمنهم، وتقرر «أندريا» تولّي زمام الأمور بنفسها بينما تخضع «وودبيري» لولاية الشرط.    |              |                           |                   |                          |                |                          |
| 31 | 12           | «قاوم»                    | تريشا بروك        | سكوت إم. إغيمبل          | 3 مارس 2013    | 11.30                    |
| بعد إدراكهم أن قوات «الحاكم» تفوقهم في العدة والعتاد، يُقرر «ريك» قيادة بعثة للحصول على المزيد من الأسلحة.                           |              |                           |                   |                          |                |                          |
| 32 | 13           | «سهمٌ في قائم الباب»       | ديفيد بويد        | رايان سي. كولمان         | 10 مارس 2013   | 11.46                    |
| سعيًا لمنع وقوع المزيد من القتلى، يقرر «ريك» و«الحاكم» الجلوس معًا والبحث في إمكانية التوصل إلى معاهدة سلام.                          |              |                           |                   |                          |                |                          |
| 33 | 14           | «الفريسة»                 | ستيفان شوارتز     | غلين مازارا وإيفان رايلي | 17 مارس 2013   | 10.84                    |
| يُطارد «الحاكم» منشقًا هاربًا من «وودبيري». وفي غياب «الحاكم»، يحاول أحد الخونة تخريب خططه المستقبلية.                                 |              |                           |                   |                          |                |                          |
| 34 | 15           | «هذه الحياة الحزينة»      | غريغ نيكوتيرو     | سكوت إم. إغيمبل          | 24 مارس 2013   | 10.99                    |
| يواجه «ريك» والمجموعة مشكلة خطيرة: إذا أرادوا عقد هدنة مع «الحاكم»، فإنهم سيُضطرون إلى تقديم تضحية كبيرة.                            |              |                           |                   |                          |                |                          |
| 35 | 16           | «مرحبًا بكم في المقابر»    | إيرنيست ديكرسون   | غلين مازارا              | 31 مارس 2013   | 12.42                    |
| يتعين على «ريك» والمجموعة التفكير جدِّيًا إذا كان السجن يستحق الدفاع عنه أم لا، بينما يلوح هجوم «الحاكم» الوشيك في الأفق.              |              |                           |                   |                          |                |                          |

## الإصدار المنزلي
صدر الموسم الثالث من مسلسل الموتى السائرون على قرص مدمج (DVD وBlu-ray) في الولايات المتحدة وكندا في 27 أغسطس، 2013، وفي 30 سبتمبر، 2013، في المناطق الأخرى.

## وصلات خارجية
- الموقع الرسمي
- قائمة حلقات الموتى السائرون (الموسم 3)  على قاعدة بيانات الأفلام على الإنترنت